# Emmanuel Faber
Pour les articles homonymes, voir Faber.
Emmanuel Faber, né le 22 janvier 1964 à Grenoble, est un dirigeant d'entreprise français. Il a notamment été président-directeur général de Danone à partir de 2017, date à laquelle il a pris la succession de Franck Riboud. Il était auparavant directeur général de l'entreprise depuis 2014 et vice-président de son conseil d'administration. Il a quitté ses fonctions en 2021. La même année, il devient associé zone Europe d'Astanor Ventures et président de l'ISSB.

## Biographie

### Formation et débuts professionnels
Emmanuel Faber passe son bac à Gap au début des années 1980. Diplômé d’HEC Paris en 1986, Emmanuel Faber commence sa carrière chez Bain & Company. Il travaille ensuite pour Barings, avant de rejoindre Legris Industries en 1993, en tant que directeur administratif et financier. Il en devient directeur général en 1996.

### Danone
Il intègre Danone en 1997 au poste de directeur finances, stratégie et systèmes d'information. En 2000, il devient directeur financier et membre du comité exécutif. En 2005, il est nommé vice-président de la zone Asie-Pacifique. À la suite d'une rencontre avec Franck Riboud et Muhammad Yunus à Paris en 2006, il lance le projet de coentreprise en social business Grameen Danone Foods au Bangladesh.
À la fin de 2006, il supervise la création de Danone Communities, la première SICAV structure porteuse de social business en France. Il est administrateur de la SICAV Danone Communities depuis 2008. Du 1er janvier 2008 au 30 septembre 2014, il occupe le poste de directeur général délégué de Danone, responsable des fonctions corporate (finances, ressources humaines). Il est également nommé vice-président du Conseil d'Administration de la société le 28 avril 2011.
À l'invitation de Chico Whitaker, il participe au Forum social mondial de Belém en 2009.
En 2013, à la demande du ministre délégué au Développement, Pascal Canfin, il rédige avec Jay Naidoo un rapport (paru en juin 2014) : Innover par la mobilisation des acteurs : une nouvelle approche de l'aide au développement. 10 propositions pour une nouvelle approche de l’aide au développement.

#### 2014: directeur général
En 2014, il succède à Franck Riboud et prend la main sur la direction opérationnelle en devenant directeur général de Danone,.
En octobre 2015, interpellé par Élise Lucet, de l'émission Cash investigation, sur la promotion de lait en poudre en Indonésie, consommation parfois dangereuse dans les pays émergents, il refuse de s'exprimer. Par la suite, Danone publie sur son site une réponse pour réfuter les accusations contenues dans le reportage.

#### 2017: président-directeur général
En 2017, Emmanuel Faber devient président du conseil d'administration de Danone en complément de sa fonction de directeur général. Il devient ainsi président-directeur général de Danone.
Cette même année, Danone fait l'acquisition de WhiteWave, ce qui en fait le leader mondial des produits d'origine biologique et des produits d'origine végétale, alternatives aux protéines animales,.
Danone avait déjà opéré plusieurs changements au début des années 2000, sous la direction de Franck Riboud, notamment des cessions dans ses anciennes spécialités (bière, champagne, biscuits) pour se recentrer sur le secteur de la santé et poursuivre l'internationalisation du groupe. Son chiffre d'affaires avait alors été multiplié par deux.
En 2018, Emmanuel Faber, initie le Collectif pour une économie plus inclusive en France, qui réunit d'abord 13 entreprises, puis 35 et a pour objectif de créer 60 000 postes d'alternances en 2019.
En 2019, le mandat d'administrateur d'Emmanuel Faber en tant que PDG est renouvelé avec un vote favorable des actionnaires supérieur à 80%.
Emmanuel Faber est connu pour avoir pris position en faveur de plus de justice sociale, se basant sur son expérience personnelle. Avant d'entrer chez Danone en 1997, il demande ainsi 8 semaines de congés annuels pour ses engagements extra-professionnels. Il séjourne tour à tour dans des maisons pour mourants de Mère Teresa en Inde, des favelas sud-américains et dans la jungle de Calais et se lie avec le prix Nobel de la paix Muhammad Yunus.
Le 17 juin 2019, il est nommé co-président du Consumer Goods Forum (en), qui regroupe les 400 plus grandes entreprises mondiales de production de biens de consommation et de distribution.
En préparation du Sommet du G7 qui se tient du 24 au 26 août 2019 à Biarritz, Emmanuel Faber est mandaté par Emmanuel Macron pour créer une coalition des grandes entreprises françaises et du G7 s'engageant contre les inégalités d'opportunités, de territoires et de genre. L'initiative est parrainée par l'OCDE et s'appelle « Business for Inclusive Growth ».
En septembre 2019, lors de l'Assemblée générale des Nations unies, il annonce la création de la coalition d'entreprises One Planet Business for Biodiversity (OP2B) qui vise à protéger la biodiversité en particulier dans le monde agricole. Cette coalition a été initiée dans le cadre du One Planet Summit organisé par le Président de la République, Emmanuel Macron.
En juin 2020, sous l'impulsion d'Emmanuel Faber, Danone devient la première entreprise cotée à adopter le statut d'Entreprise à mission : plus de 99 % des actionnaires ont approuvé l'introduction dans les statuts d'objectifs « sociaux, sociétaux et environnementaux ».
Il annonce en novembre 2020 un plan de localisation baptisé « Local First » qui entrainera la suppression de 1 500 à 2 000 emplois, dont 400 en France, sur environ 100 000 dans le monde, l'activité de Danone ayant subi de plein fouet le confinement et la baisse des naissances liées au Covid en 2020. Il s'agit de faire des économies et de regagner de la compétitivité. Le titre de Danone augmente de 3,85 % à la suite de cette annonce.
Fin janvier 2021, l'arrivée du fonds d'investissement Bluebell Capital en tant qu'actionnaire de Danone remet en cause la présence d'Emmanuel Faber à la tête de Danone. Dans une lettre envoyée à l'ensemble des actionnaires en novembre 2020, Bluebell Capital déplore la performance boursière « décevante » et estime que sous la présidence d'Emmanuel Faber, « le bon équilibre entre la création de valeur pour l'actionnaire et les questions de durabilité » n'a pas été trouvé. En février 2021, le troisième actionnaire de Danone, Artisan Partners, qui détient 3 % du capital, réclame à son tour le départ d'Emmanuel Faber. Entre le 1er décembre 2017 (date à laquelle Emmanuel Faber devient PDG de Danone) et le 31 décembre 2020, le cours en bourse de Danone a chuté de près de 23 %, tandis que sur la même période le CAC 40 a progressé de 4,5 %. Cette baisse intervient néanmoins après l'atteinte d'un plus haut historique pour le cours de Danone en septembre 2019, représentant une hausse de 58 % depuis la nomination d'Emmanuel Faber en tant que directeur général le 2 octobre 2014.
Le 1er mars 2021, le conseil d'administration de Danone prend la décision de dissocier les fonctions de président et de directeur général sur proposition d'Emmanuel Faber. Il gardera la présidence du groupe, mais cédera sa fonction de directeur général. Une solution qu'Artisan Partners dénonce le 3 mars 2021.
Le 14 mars 2021, le conseil d'administration de Danone décide de son départ immédiat. Depuis des mois, selon Le Monde, Emmanuel Faber était dans le viseur de certains actionnaires, notamment de fonds activistes, qui le jugeaient responsable des mauvaises performances du géant agroalimentaire face à ses concurrents comme Nestlé ou Unilever. Il est remplacé à son poste par Gilles Schnepp, ancien PDG de Legrand.

### Après Danone
En octobre 2021, il devient associé zone Europe d'Astanor Ventures, un fonds de capital-risque co-fondé par l'homme d'affaires franco-américain Éric Archambeau et spécialisé dans les jeunes pousses de l'agriculture et de l'alimentation,.
En décembre 2021, il est nommé président de l'ISSB (International Sustainability Standards Board), l'organisme international nouvellement créé par l'IFRS pour développer en urgence les normes comptables sur les risques financiers liés aux activités non soutenables ou insuffisamment soutenables des entreprises, qui seront désormais à rendre publics dans les comptes des sociétés.

### Vie privée
Emmanuel Faber passe une partie de son enfance dans le village de Saint-Bonnet-en-Champsaur dans les Hautes-Alpes. Son frère cadet, mort, souffrait d'une schizophrénie apparue à l’adolescence.
Il est marié et père de trois enfants, il est passionné d'escalade.

## Autres fonctions
- Membre du Conseil d'administration de Ryanair de 2002 à 2010[37].
- Co-président avec Martin Hirsch de l'Action-Tank "Entreprise et Pauvreté", un laboratoire d’expérimentations sociales créé en 2010 à 'initiative de la Chaire HEC Paris "Social Business - Entreprise et Pauvreté" qui réunit entreprises, associations et monde académique autour d'un objectif commun : contribuer à la réduction de la pauvreté et de l'exclusion en France [38].
- Entre 2011 et 2018, président du Comité d'Orientation Stratégique de l'IEDES (Institut d'étude du développement économique et social) de l'université Paris I Panthéon-Sorbonne, qui publie notamment la revue Tiers-Monde.
- Il a été, avec Michael Lonsdale et Éric-Emmanuel Schmitt, choisi pour être l’un des 3 parrains français des Journées mondiales de la jeunesse 2011[39],[40].

## Rémunération

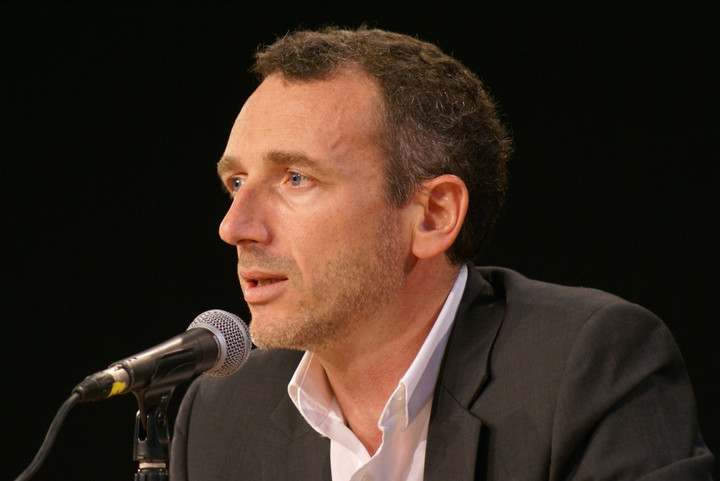

En 2016, sa rémunération s'élevait à 4,82 millions d'euros. Elle est 170 fois supérieure à la moyenne des salariés de l’entreprise à l'international, soit un ratio au-dessus de la moyenne du CAC 40.
Le 25 avril 2019, lors de l’assemblée générale des actionnaires de Danone, la résolution concernant l'approbation de sa rémunération en 2018 de 2,8 millions d'euros est approuvée à 98 %. Il annonce également renoncer à son indemnité de départ contraint ainsi qu'à sa retraite chapeau de cadre chez Danone qui s'élève à 1,2 million d'euros par an, pour ne toucher que la retraite classique des salariés du groupe.
En mai 2020, en pleine crise du Covid-19 le conseil d’administration de Danone a accepté la proposition d’Emmanuel Faber, de réduire sa rémunération fixe de 30 % pour le reste de l’année 2020 à compter du 1er juillet 2019.

## Publications
- Main basse sur la cité : éthique et entreprise, Hachette, 1992
- Chemins de traverse : Vivre l'économie autrement, Albin Michel, 2011 — prix Humanisme chrétien
- Quand la fragilité change tout (Ouvrage collectif), Albin Michel, 2013
- Ouvrir une voie, Paulsen, 2022